# Sukhoi Su-2
O Sukhoi Su-2 foi uma aeronave de bombardeamento leve e reconhecimento aéreo construída na União Soviética. Usada durante a primeira fase da Segunda Guerra Mundial, a aeronave foi desenhada por Pavel Sukhoi. Variantes da aeronave foram posteriormente construídas para incluir mais armamento e capacidade de atacar alvos no solo.